# Waingapu
Waingapu – miasto w Indonezji na północnym wybrzeżu wyspy Sumba w prowincji Małe Wyspy Sundajskie Wschodnie; 11 tys. mieszkańców (2005).
Ośrodek turystyczny (główne atrakcje to okoliczne wioski – skanseny, sztuka ludowa, szczególnie tkaniny Ikat, coroczny festiwal jeździecki Pasola); port lotniczy.